# Збірка портретів козацької доби з колекції Скоропадських
Зб́ірка портр́етів діяч́ів коз́ацької доб́и з кол́екції Скороп́адських — маловідома колекція портертів Богдана Хмельницького, Петра Дорошенка, Данила Апостола, Павла Полуботка, Іван Самойлович, Насті Скоропадської та Наталки Розумовської, виконана художницею Ольгою Мордвиновою. Наразі картини зберігаються в київському Музей гетьманства.

## Засновники колекції
У 1833 році Іван Михайлович Скоропадський (1805—1887) — єдиний син багатих поміщиків, нащадок козацького роду гетьмана Івана Скоропадського (1708—1722) він отримав у подарунок на весілля маєток у c. Тростянець, що на Чернігівщині. Скоропадський заклав у маєтку дендропарк, почав збирати збірку портретів членів свого роду — гетьманів та козацьких старшин, а також колекцію давньої зброї.
Іван Скоропадський був дідом Павла Петровича Скоропадського. Свої дитячі роки Павло провів у маєтку, де його оточували українські пісні, козацькі думи, давня зброя, картини предків. В Тростянці майбутній гетьман Української Держави дізнався про героїчне минуле України, зблизився з рідним краєм. Загалом родина П. Скоропадського, зберігаючи політичну лояльність російському імператорському двору, ніколи не забувала про своє українське коріння.
П. Скоропадський у 1898 одружився з Олександрою Петрівною Дурново, яка на той час вже опанувала мистецтво фотографування. Часто буваючи в маєтку родини свого чоловіка у Тростянці, Олександра виконала кілька фотографій з портретів, які висіли на стінах будинку. Картини імовірно походили з XVIII століття і відображали постаті часів козаччини.
Революційна хвиля 1917 року знищила палац Скоропадських. Під час селянських заворушень, у вирії вогню, було знищено дерев'яний будинок родини, а разом з ним й колекцію, серед якої були й оригінали згаданих портретів. Скоропадські розуміли величезну цінність їхньої родинної збірки, тому намагалися вивезти за кордон те, що вціліло після погрому в Україні. Опинившись в еміграції, члени родини почали активно збирати сімейний архів та відновлювати по можливості експонати мистецької родинної збірки.
Це спонукало Павла Скоропадського відтворити хоча б незначну кількість портретної галереї, яка колись перебувала в Тростянці. З цієї причини він у 1920 р. звернувся до Ольги Мордвинової, щоб вона на основі кількох світлин, створених його дружиною, написала копії старовинних портретів. Художниця сумлінно намалювала 5 гетьманських портретів: Богдана Хмельницького, Петра Дорошенка, Данила Апостола, Павла Полуботка, Івана Самойловича і 2 портрети жінок — Насті Скоропадської та Наталки Розумовської.

## Художниця Ольга Мордвинова
Ольга Мордвинова імовірно народилася у 1876 р. або 1878 р. Її батьком був англієць Чарльз (Карл) Хіс, який 20 років прослужив при імператорському дворі. Ч. Хіс мав педагогічний та мистецький хист. Мати Ольги була тіткою відомого російського художника О. Бенуа. Цілком очевидно, що саме таке родинне оточення вплинуло на її інтереси та здібності. Ольга стала художницею. Уроки малювання Ольга Мордвинова брала разом із Олександрою Дурново. Саме з того часу і надалі дівчата підтримували досить тісні стосунки, а згодом і їх родини потоваришували.
Коли в Росії у лютому 1917 р. відбулася революція, чоловік Ольги — Анатолій Мордвинов, який був ад'ютантом імператора Миколи II, зрікся імператора та продовжив службу у Ставці верховного головнокомандувача у Могильові. Після встановлення більшовицької влади в Петрограді, родина Мордвинових намагалася покинути Росію, натомість Ольгу та Анатолія двічі заарештовували (в 1918 р. та 1919 р.). І лише у 1920 році родині вдалося виїхати до Латвії, а згодом — до Німеччини. Там, в еміграції, вони проживали разом з родиною Скоропадських у північно-західному передмісті Берліна (Ванзеї) упродовж одного року.
В еміграції Ольга Мордвинова займалася живописом та була достатньо відомою в колі видатних художників. Спогади її родича, художника Олександра Бенуа, є підтвердженням цьому: «В эмиграции я неоднократно с ней встречался у наших общих знакомых супругов Нуфлар (родина художників — Авт.)».
Спеціалізуючись на жіночих та дитячих портретах, художниця мала чимало замовлень, які давали їй як прибуток, так і визнання як талановитої художниці. Імовірно, що саме визнання Ольги Мордвинової як портретистки вплинуло на рішення Павла Скоропадського замовити їй виконання копій кількох портретів з колишньої родинної збірки гетьмана. Окрім цього, Ольга виконала олівцем серію портретів членів родини П. Скоропадського, а саме: Павла Петровича, його доньок — Марії та Єлизавети. Відомими роботами О. Мордвинової є портрети гетьманівни Єлизавети в українському одязі та Олександри Скоропадської. Тривалий час ці твори зберігалися в родині Олени Скоропадської.
Талант Ольги Мордвинової знайшов чимало шанувальників серед заможних європейців. Однією з них була заможна голландка, яка придбала для художниці та її родини будинок в Баварських Альпах в м. Оберстдорфі. До речі, саме тут знайшла прихисток родина Скоропадських, коли в 1945 році до Берліна підходили радянські війська.
Про післявоєнну долю родини Мордвинових та самої художниці майже нічого невідомо. Олена Отт-Скоропадська, донька П. Скоропадського, згодом згадувала лише про те, що її подружка Марія Мордвинова, донька Ольги, рано померла через невиліковну хворобу. Про життя самої О. Мордвинової в Оберстдорфі відомостей не зберіглося навіть домашньої адреси, за якою вона проживала разом із Скоропадськими. Про смерть талановитої художниці у 1953 р. стало відомо лише з часом зі спогадів О. Бенуа. Очевидно, що похована вона була на міському кладовищі в Оберстдорфі.

## Подальша доля колекції
Після смерті Павла та його дружини Олександри Скоропадських збереженням родинної колекції картин та архівів загалом почали займатися їхні доньки: Марія, Єлизавета та наймолодша Скоропадська Олена Павлівна. Про долю досліджуваних нами портретів у повоєнний час ми знаємо лише зі слів останньої.
Олена Скоропадська покинула Оберсдорф після смерті батька та свого першого чоловіка Герда Гіндера, який також помер у шпиталі від ран. У лютому 1946 р. вона виїхала до Швейцарії. З собою гетьманівна взяла чималу частину батьківських рукописів та 7 картин, виконаних О. Мордвиновою. Після нетривалого перебування у Кроцлінгені, вона переїхала до Цюріха, де влаштувалась працювати секретаркою на хімічній фабриці, що спеціалізувалася на виготовленні парфумів.
Українські зарубіжні історики зацікавились дослідженням родинних архівів Скоропадських вже у післявоєнні роки. У 1963 р. у Філадельфії (штат Пенсільванія, США) група українських діячів на чолі з Євгеном Зиблікевичом заснували Східноєвропейський дослідний інститут ім. В. К. Липинського (СЄДІ). Є. Зиблікевич доклав чимало зусиль для збереження сімейних реліквій Скоропадських. Він листувався з Єлизаветою та Оленою Скоропадськими, які залюбки співпрацювали з вченим та надсилали документи родинного архіву до США. Зокрема, Олена Скоропадська у 1975 р. надіслала до інституту певну частину батьківського архіву. У листопаді того ж року О. Скоропадська відправила з Цюріха другу партію родинної колекції, серед якої були і мистецькі речі, зокрема колекція картин пензля О. Мордвинової. Після того, як Управа СЄДІ була змушена продати будинок, в якому містився інститут, О.Скоропадська наполягала на тому, аби збірку портретів, виконаних О.Мордвиновою, відправили до Києва.
Навесні 1993 р. Олена Павлівна відвідала наукову конференцію, присвячену її батькові, Павлу Скоропадському. Ця зустріч проходила в Інституті історії України НАН України. Саме тоді О. Скоропадська познайомилася з директором Музею гетьманства, Галиною Іванівною Яровою, що поклало початок їхній багатолітній співпраці. Наступного ж року, навесні, О. Скоропадська приїхала в Україну зі своїм чоловіком Людвігом Оттом. Під час поїздки вона відвідала музей та була приємно вражена виставковою експозицією на честь свого батька. Згодом, у 1998 р. гетьманівна вирішила передати до музею деякі надзвичайно цінні особисті речі, а саме: фотографії, одяг, листи. Це дало змогу музейним працівникам оновити виставкову експозицію «Павло Скоропадський та Українська Держава 1918 року».
У 2004 р. О. Отт-Скоропадська знов приїхала до Києва. Вона мала дві мети: презентувати свою книгу «Остання з роду Скоропадських» у столичному Будинку вчених та подарувати Музею гетьманства речі, що належали П. Скоропадському: 5 гетьманських портретів, 2 жіночих та бронзовий барельєф самого гетьмана, що всі ці роки зберігалися у Філадельфії. З того часу Олена Павлівна стала почесним гостем музею. Саме її подарунки, зокрема, колекція Ольги Мордвинової піднесли його престиж та перетворили музей на потужну культурно-освітню установу Києва.

## Музей гетьманства
Нині збірка портретів діячів козацької доби перебуває у залі «Пилип Орлик — автор першої Конституції». Таке рішення було обумовлено кількома причинами. По-перше, ця зала передує виставковій залі «Гетьман Павло Скоропадський та Українська Держава 1918 рік», що пов'язує збірку з ім'ям власника. По-друге, декілька портретів репрезентують діячів постмазепинської та посторликовської епох.
Завдяки тому, що портрети, створені О. Мордвиновою репрезентують одразу кількох видатних діячів Гетьманщини XVIII ст., вони часто приваблюють увагу відвідувачів, сучасних митців та ЗМІ. Водночас вони часто є елементами облаштування зал Музею, де відбуваються наукові конференції та тематичні виставки. Наприклад, 16 жовтня 2015 року в Музеї відбувалася Всеукраїнська науково-практична конференція «Гетьман Петро Дорошенко та його доба в Україні». Ця конференція була присвячена 350-й річниці від часу початку гетьманування Петра Дорошенка. Її учасники вшанували пам'ять не лише П. Дорошенку, але й усього українського козацтва. Під час заходу були оголошені доповіді провідних українських науковців: Т. В. Чухліба «Гетьман Петро Дорошенко та його політика умиротворення Московського царства», О. О. Ковалевської «Портрети Петра Дорошенка: проблеми виявлення, дослідження, використання», Г. М. Кондратюк «Зовнішня політика гетьмана Петра Дорошенка стосовно Кримського ханства» та інші. Під час конференції центральне місце в залі засідань займав портрет Петра Дорошенка пензля Ольги Мордвинової. Портрет був дуже доречним і відповідав меті заходу. Він демонстрував майстерність його виконання і заслужений інтерес як з боку звичайних відвідувачів, так і з боку професійних істориків.

## Колекція

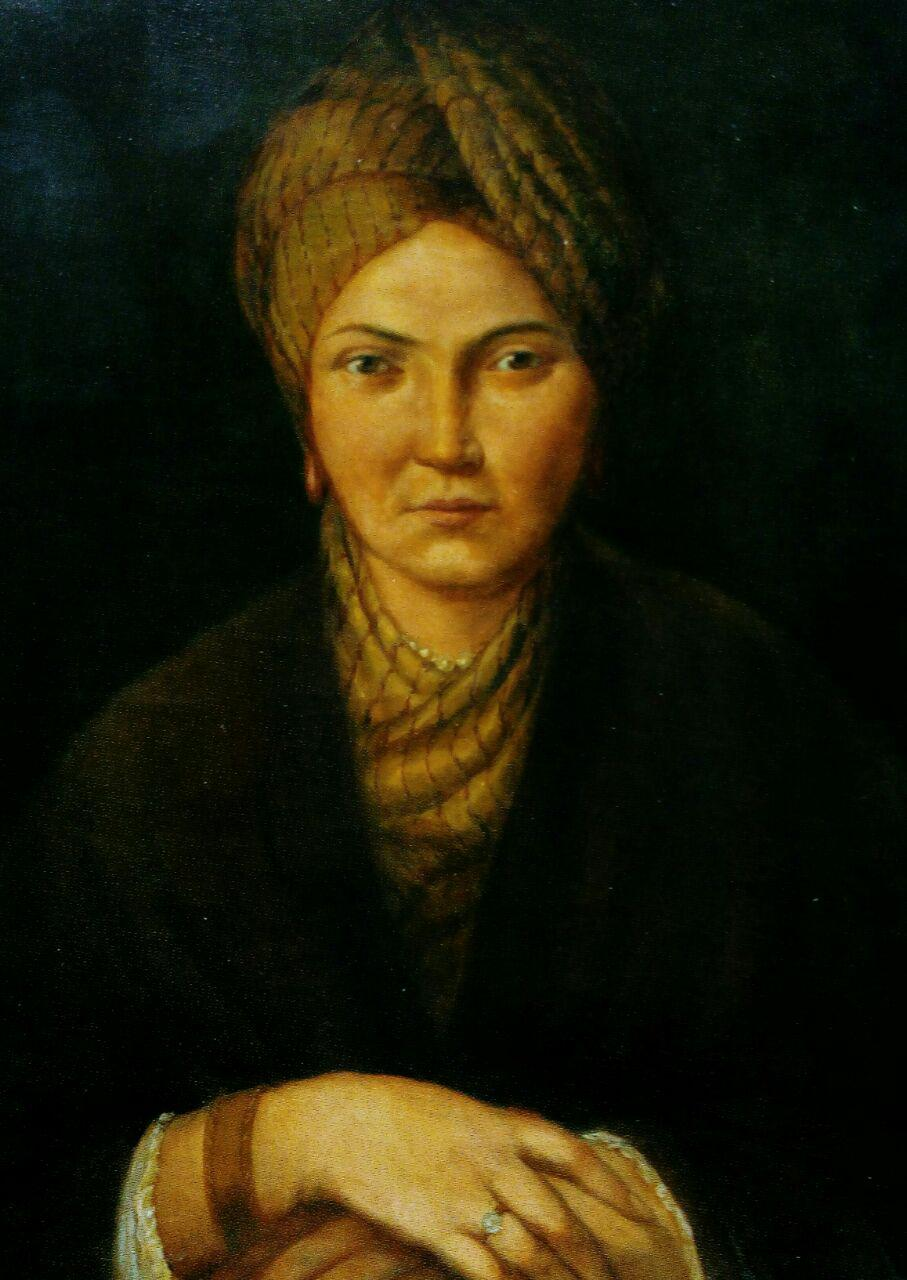
Наталка Розумовська
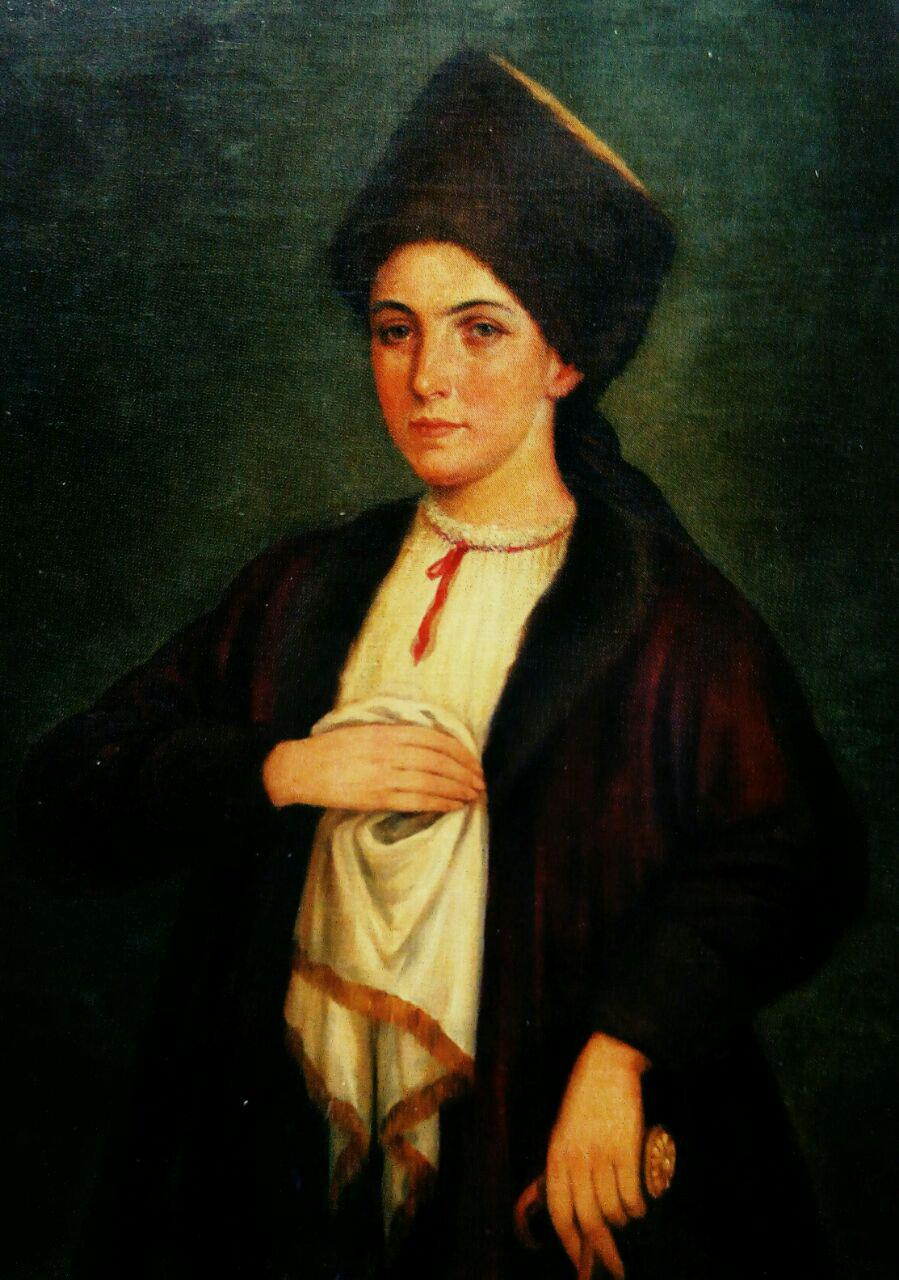
Настя Скоропадська
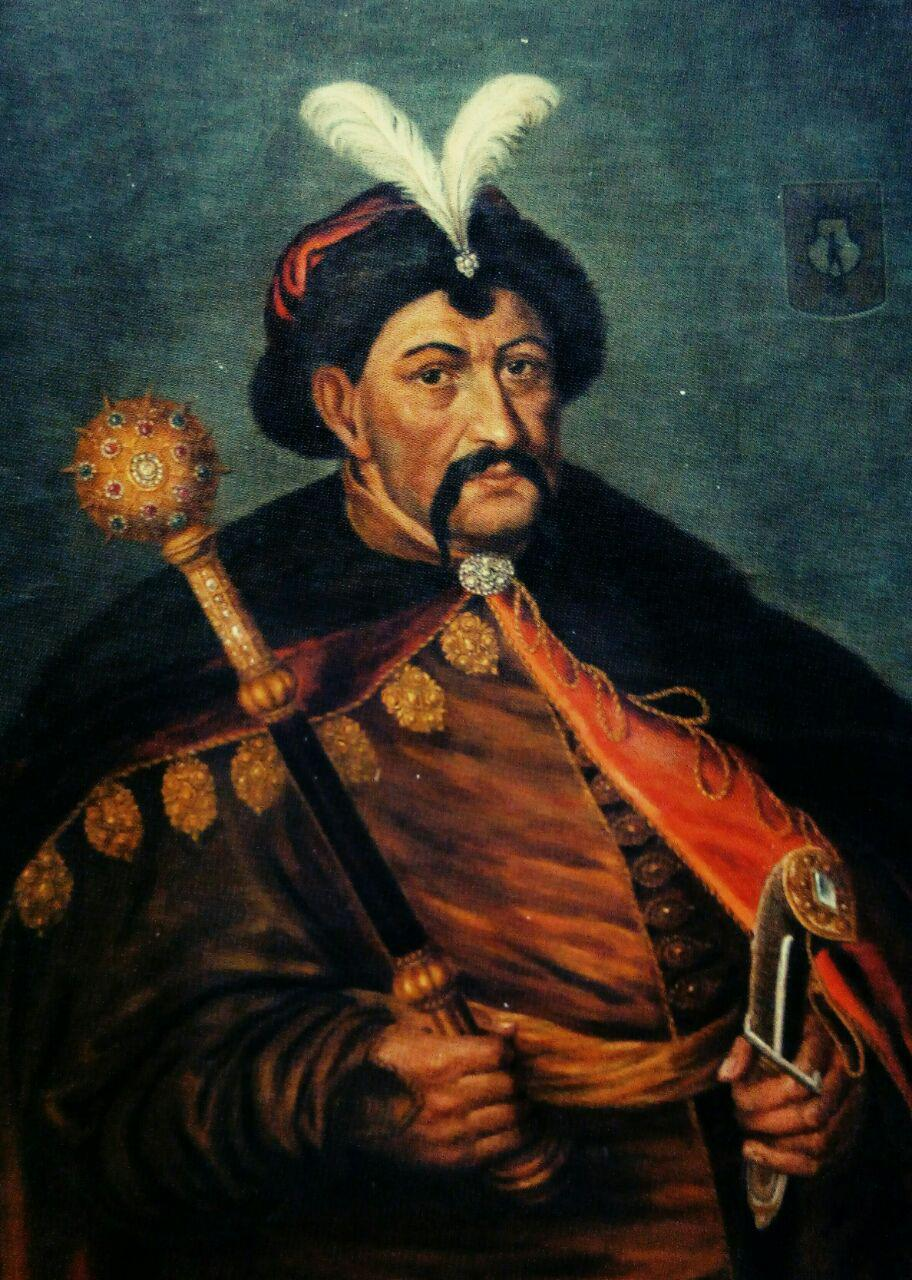
Богдан Хмельницький
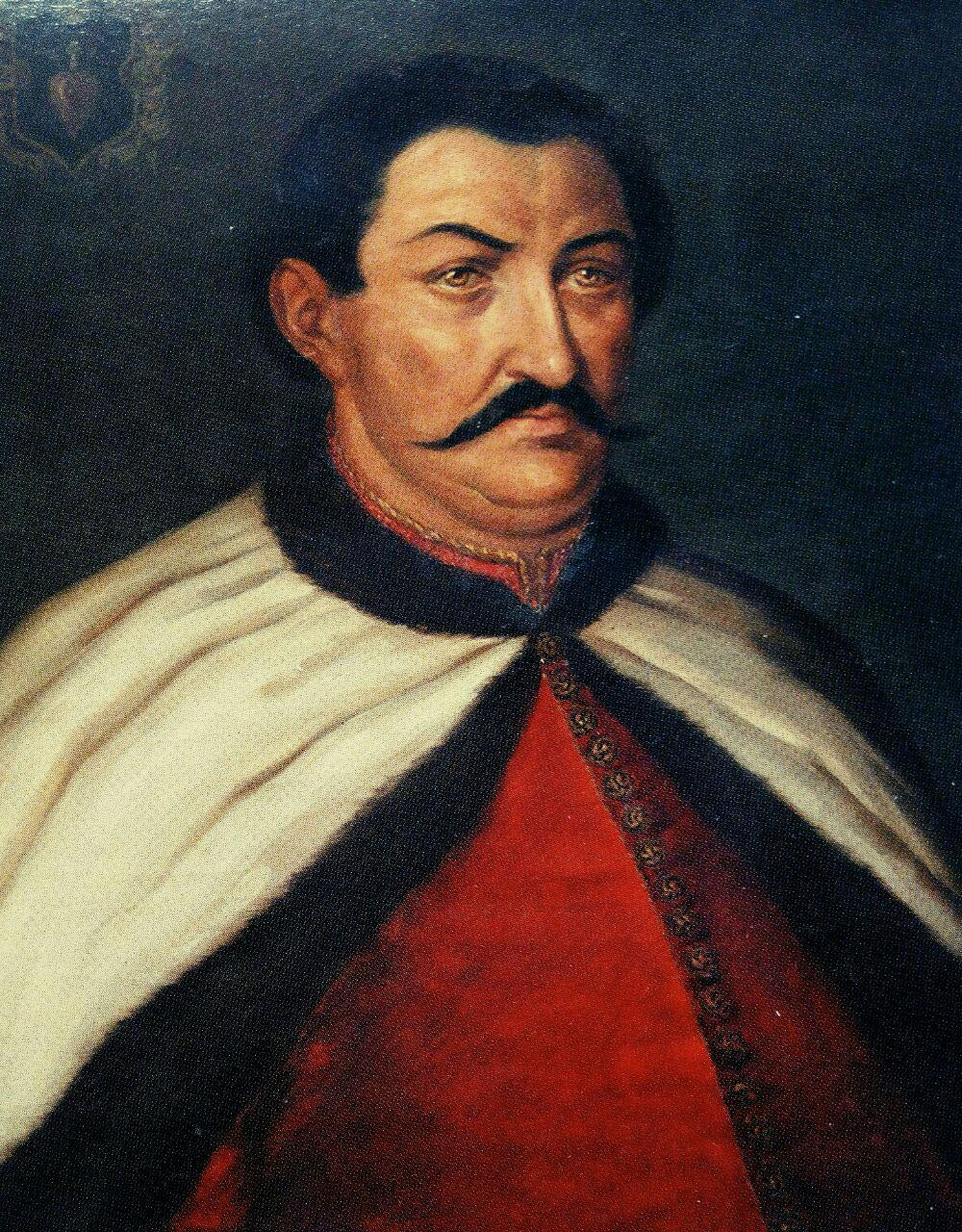
Павло Полуботок
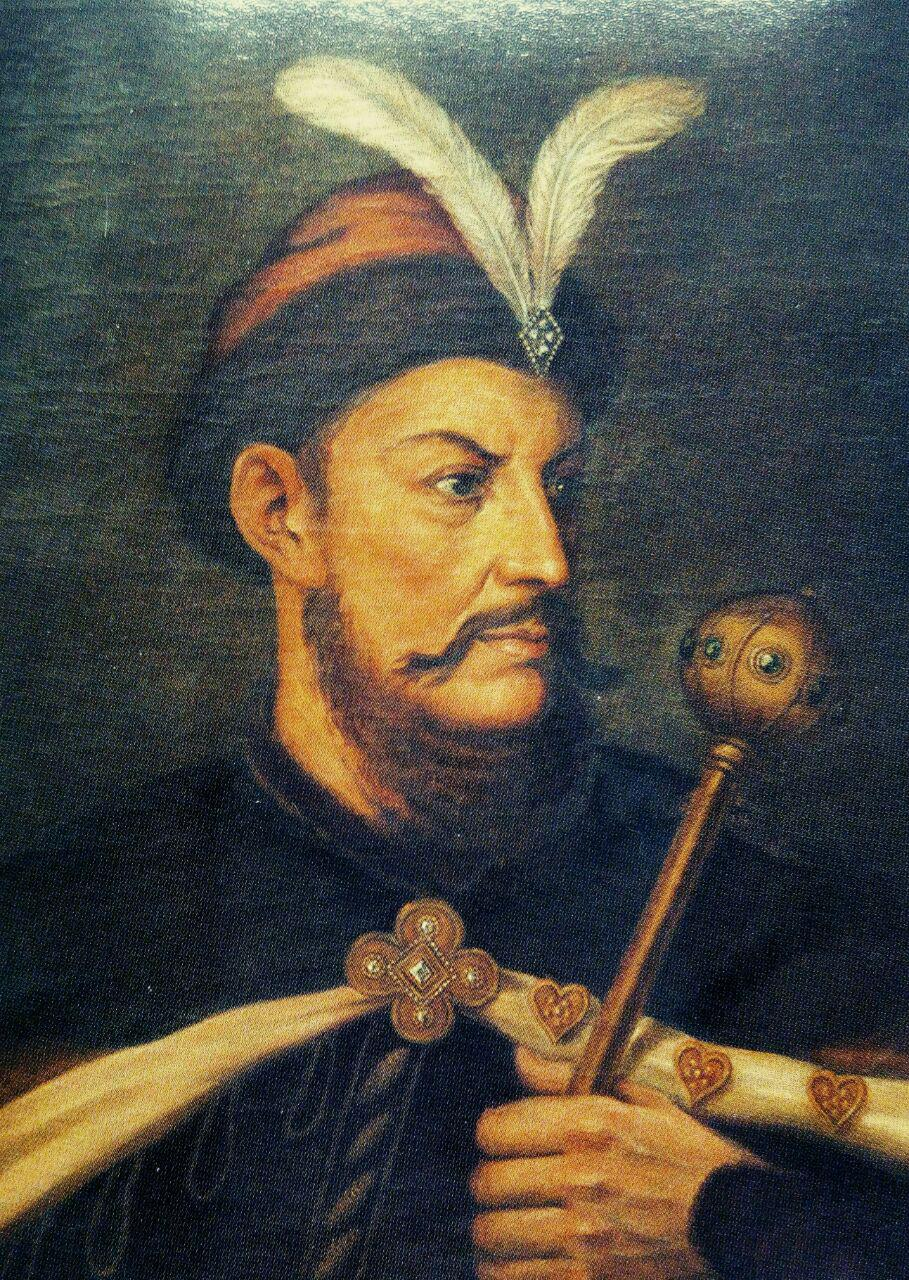
Петро Дорошенко
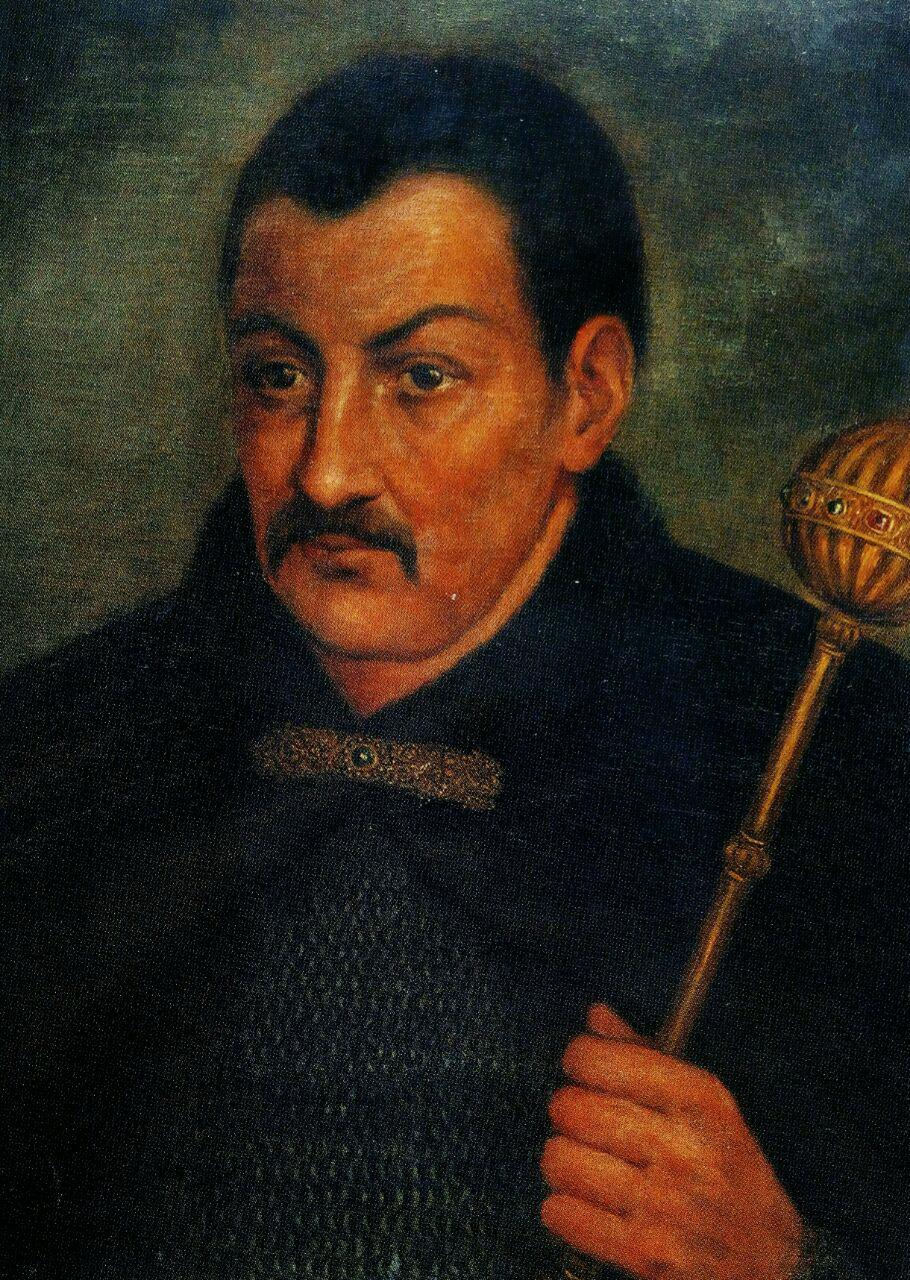
Іван Самойлович
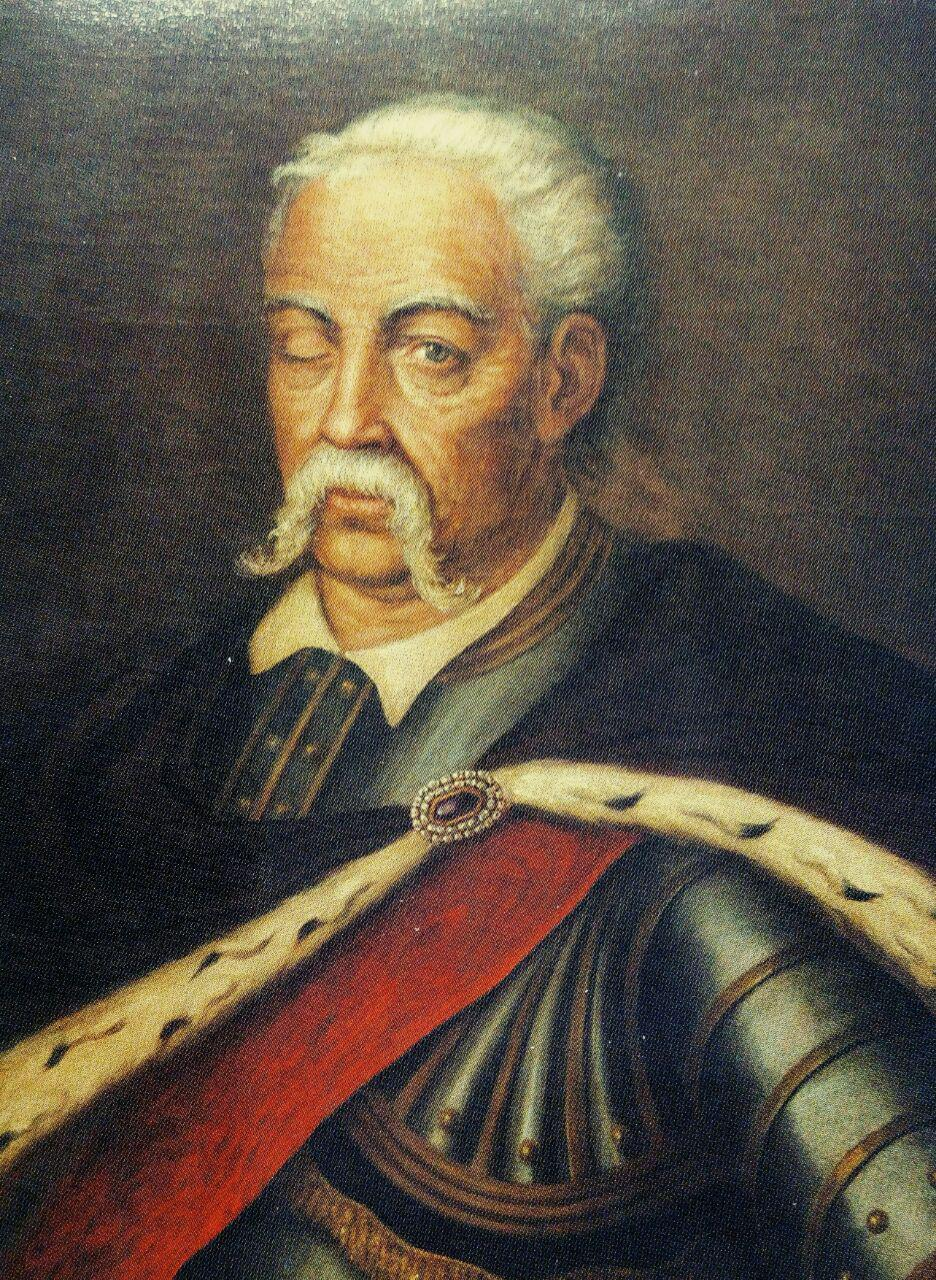
Данило Апостол